# Estadio Pensativo
El Estadio Pensativo de Antigua, conocido popularmente como Estadio Pensativo, es un recinto de fútbol ubicado en el municipio de Antigua Guatemala, dentro del departamento de Sacatepéquez en Guatemala. Actualmente tiene una capacidad para albergar a 10 000 aficionados, su construcción está hecha de concreto, el cual se divide en 4 sectores. Es utilizado por el equipo de fútbol local Antigua GFC, para disputar sus partidos de Liga Nacional.

## Infraestructura
El estadio se encuentra dividido en cuatro sectores, siendo estos: general norte, general sur, preferencia y tribuna, esta última cuenta con techo para los espectadores.
En 2020 empezaron trabajos de remodelación en los cuales se agregó iluminación artificial para poder albergar juegos nocturnos y pasar el aval de Concacaf para recibir partidos internacionales.

## Historia
Es la casa oficial del Antigua GFC de la Primera División de Guatemala, aquí se jugó el primer partido de la final del torneo Clausura 2001 donde el equipo panza verde perdió 3 goles a 0 frente a Comunicaciones, posteriormente en el juego de vuelta jugando en el Estadio Cementos Progreso (Ciudad de Guatemala) el equipo de Antigua GFC venció 3 goles a 2 a Comunicaciones quedando con un global de 5 goles a 3 a favor de Comunicaciones siendo este el campeón y el Antigua GFC quedando de subcampeón nacional.
El 20 de diciembre de 2015, el recinto albergó la final de vuelta del Torneo Apertura 2015 de la Liga Nacional, en donde Antigua GFC derrotó al club Guastatoya 2 a 0 dejando un global de 3 a 2 quedando Antigua campeón por primera vez en dicha liga.
En 2023, el estadio fue junto al estadio Doroteo Guamuch Flores, sede del Campeonato Sub-17 de la Concacaf.